# Ле-Селье
Ле-Селье (фр. Le Cellier) — коммуна на западе Франции, находится в регионе Пеи-де-ла-Луар, департамент Атлантическая Луара, округ Шатобриан-Ансени, кантон Нор-сюр-Эрдр. Расположена в 19 км к северо-востоку от Нанта и в 66 км к западу от Анже, в 20 км от автомагистрали А11, на правом  берегу реки Луара. 
Население (2017) — 3 793 человека.

## История
По легенде Святой Мевенн Бретонский на пути из Рима в Бретань остановился в Селье и убил дракона, после чего основал здесь приорат. Приорат был разрушен викингами в IX веке и восстановлен в XII веке. 
В XVII веке семейство Шеню де Клермон, вассалы Великого Конде, построило здесь замок. Во время Революции он был занят республиканскими войсками, контролировавшими из него движение по Луаре. Последним владельцем шато был знаменитый актер Луи де Фюнес, после смерти которого в 1986 году его выкупило государство.

## Достопримечательности
- Шато Клермон XVII века; до 2016 года в шато работал «Музей Луи», посвященный его последнему владельцу, актеру Луи де Фюнесу.
- На кладбище коммуны находятся могилы Луи де Фюнеса и его супруги Жанны.
- Особняк Ла-Виньет 1881 года в стиле неоготика
- Шато Ла-Форе 1815 года
- Шато Ла-Жерардьер XIX века
- Церковь Святого Мартина 1895 года

## Экономика
Структура занятости населения:
- сельское хозяйство — 4,1 %
- промышленность — 29,4 %
- строительство — 10,7 %
- торговля, транспорт и сфера услуг — 38,8 %
- государственные и муниципальные службы — 16,9 %

Уровень безработицы (2017 год) — 8,3 % (Франция в целом — 13,4 %, департамент Атлантическая Луара — 11,6 %). 

Среднегодовой доход на 1 человека, евро (2017 год) — 23 670 (Франция в целом — 21 110, департамент Атлантическая Луара — 21 910).

## Демография
Динамика численности населения, чел.

## Администрация
Пост мэра Ле-Селье с 2014 года занимает Филипп Морель (Philippe Morel). На муниципальных выборах 2020 года возглавляемый им центристский блок победил в 1-м туре, получив 59,79 % голосов.
| Период | Период | Фамилия            | Партия                        | Примечания |
| ------ | ------ | ------------------ | ----------------------------- | ---------- |
| 1977   | 2008   | Филипп де Жамоньер | Разные правые                 |            |
| 2008   | 2014   | Жиль Бурдю         | Разные правые                 | инженер    |
| 2014   |        | Филипп Морель      | Союз демократов и независимых | пенсионер  |

## Галерея

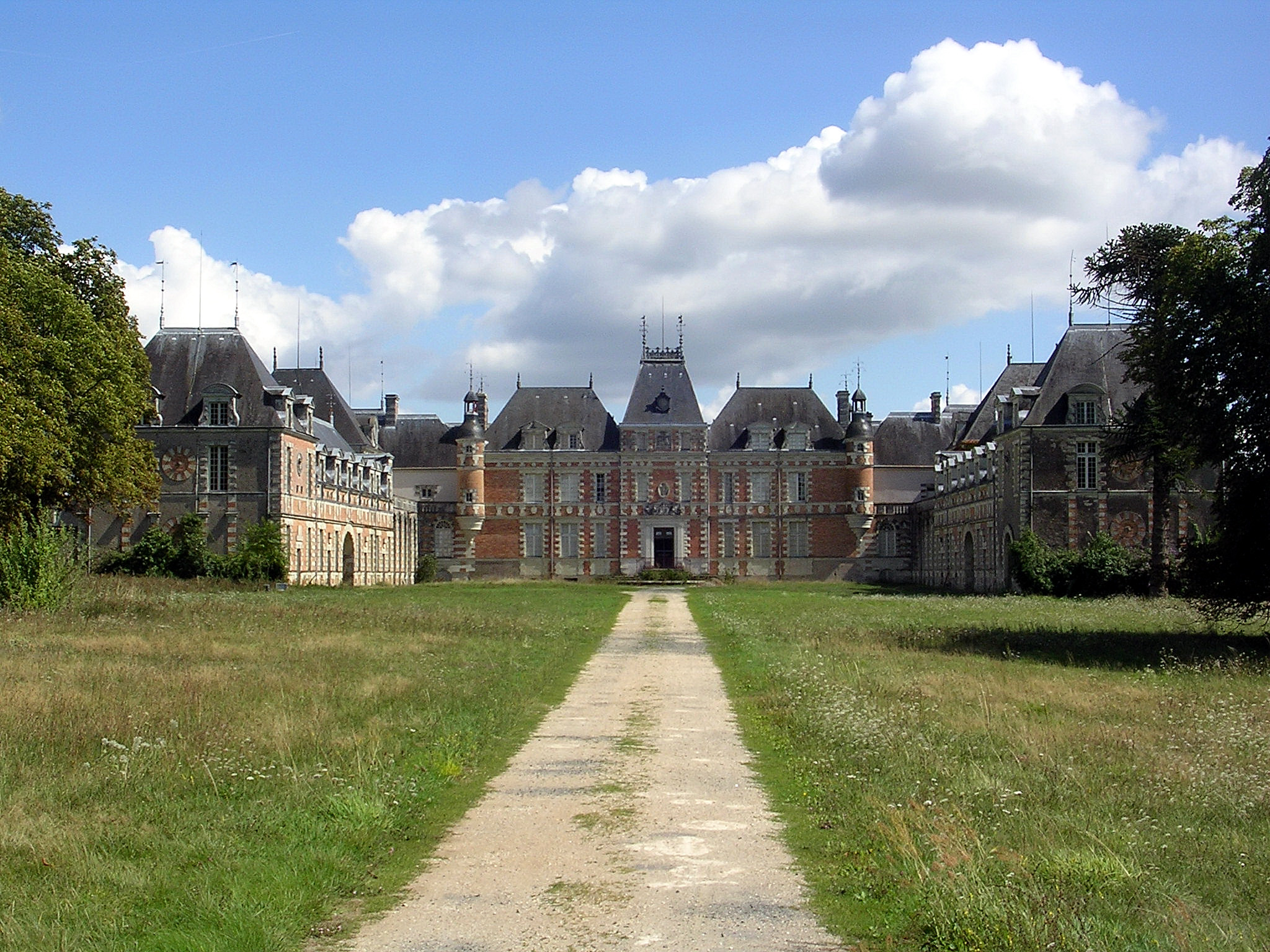
Шато Клермон
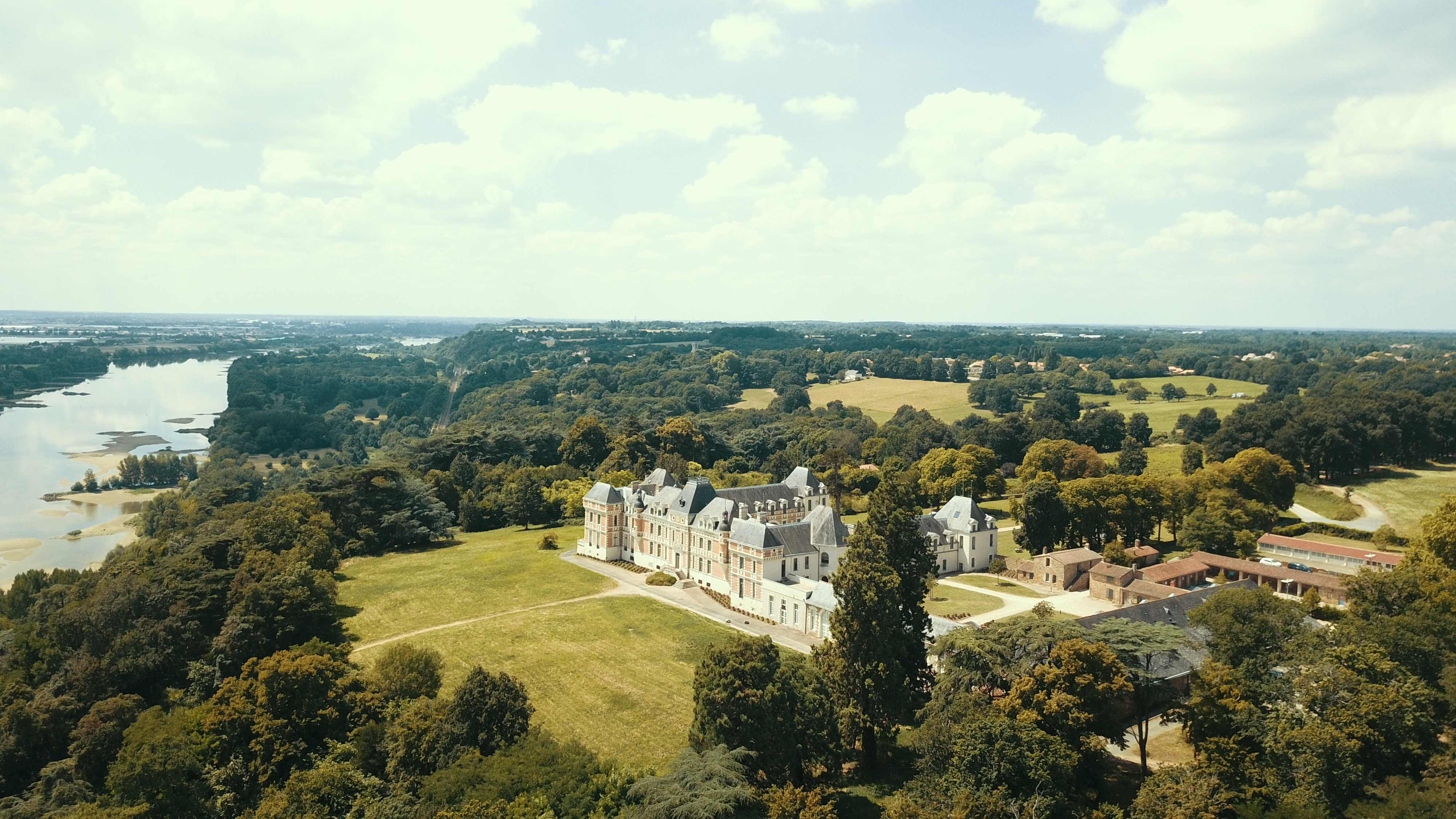
Вид на шато Клермон и Луару
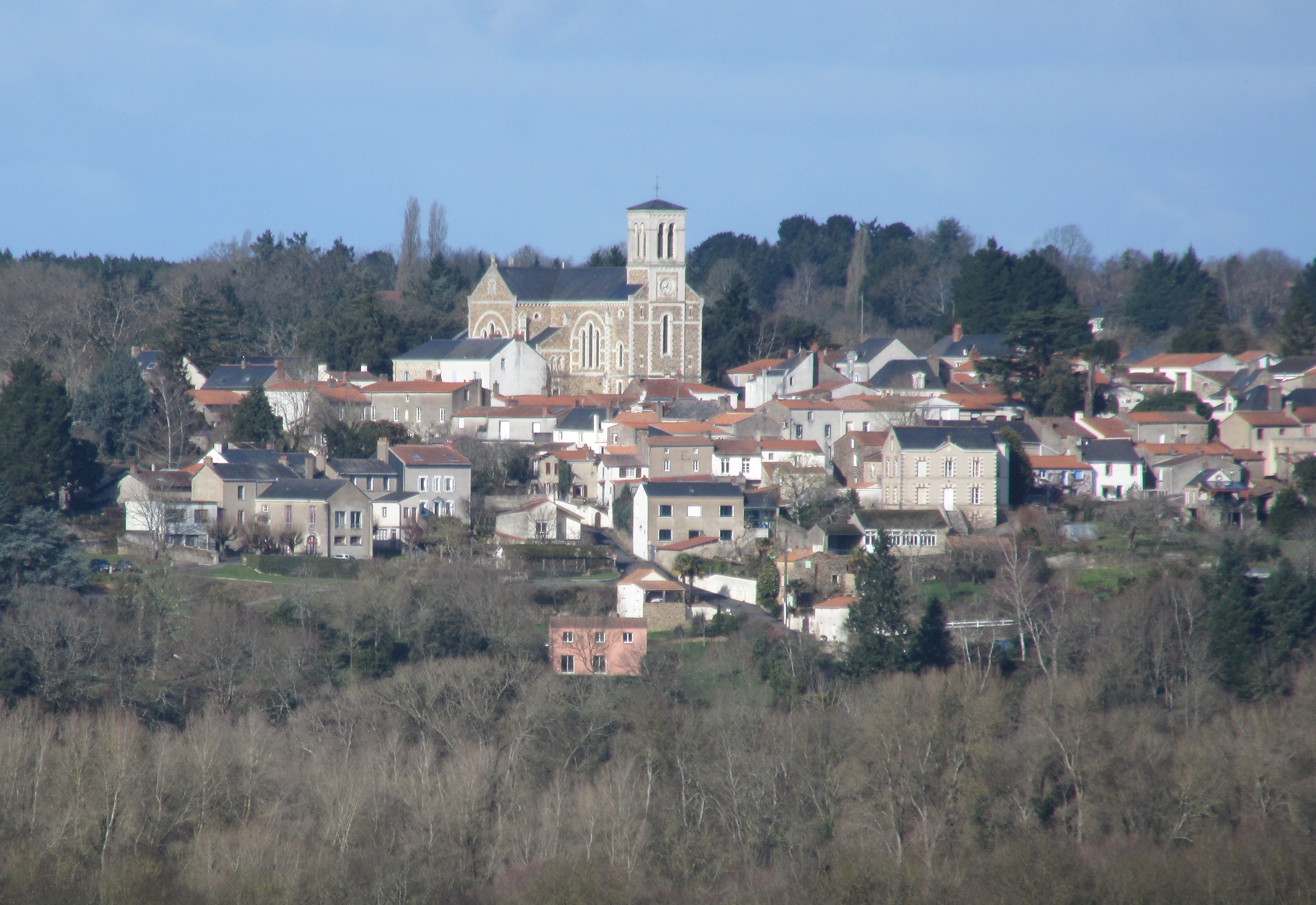
Центр коммуны и церковь Святого Мартина
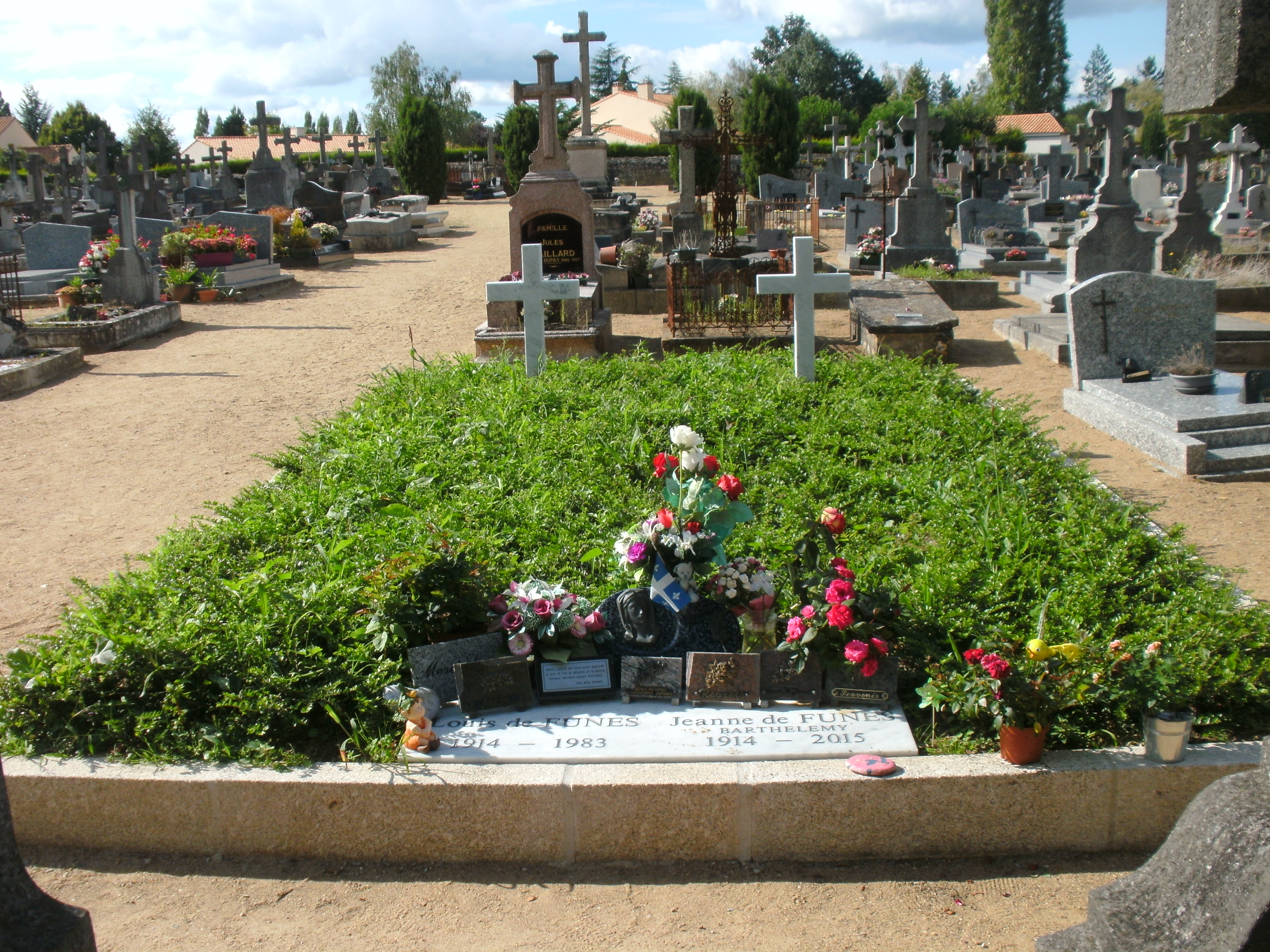
Могила Луи де Фюнеса